# Xã Maple, Quận Cass, Minnesota
Xã Maple (tiếng Anh: Maple Township) là một xã thuộc quận Cass, tiểu bang Minnesota, Hoa Kỳ. Năm 2010, dân số của xã này là 377 người.